# Chahak de Manazkert
Chahak de Manazkert ou Shahak Manazkertsi (en arménien Սահակ Մանազկերտցի) est catholicos de l'Église apostolique arménienne de 352 à 353.

## Biographie
Chahak appartient à la seconde famille ecclésiale arménienne (la première étant celle de Grégoire Ier l'Illuminateur), descendant d'Albanios de Manazkert. Premier catholicos non-grégoride, il succède en 352 à Pharen d'Achtichat. Comme ses prédécesseurs, il est consacré à Césarée de Cappadoce.
Il semble qu'à l'inverse du catholicos Houssik Ier Parthev, Chahak se garde de provoquer la colère du roi en s'abstenant de le critiquer. Nersès Ier le Grand lui succède en 353.